# 羊膜外投与
羊膜外投与（ようまくがいとうよ、英: Extra-amniotic administration）は、妊婦に対して子宮内の胎児膜と子宮内膜の間の空間に医薬品を投与する方法である。
オキシトシンやプロスタグランジンなど、子宮の運動性に影響を与える目的の薬剤の投与に使用される。